# Ho Hey
Ho Hey is een single van de Amerikaanse folkrockband The Lumineers van het studioalbum met de bandnaam uit 2012. Op 4 juni dat jaar werd het nummer eerst in de VS en Canada op single uitgebracht. Op 21 september volgden Europa, Australië, Nieuw-Zeeland, Japan, Brazilië en Venezuela. 

## The Lumineers

### Tracklijst
| Soort geluidsdrager | Uitgebracht | Tracks | Duur |
| ------------------- | ----------- | ------ | ---- |
| Promo digital       | 21-09-2012  | Ho hey | 2:34 |

### Hitnoteringen
| Hitlijst                     | Datum van binnenkomst | Hoogste positie | Aantal weken | Laatste notering |
| ---------------------------- | --------------------- | --------------- | ------------ | ---------------- |
| Single Top 100 / Mega Top 50 | 27-10-2012            | 7               | 40           | 11-01-2014       |
| Nederlandse Top 40           | 02-03-2013            | 5               | 20           | 13-07-2013       |
| Vlaamse Ultratop 50          | 15-12-2012            | 18              | 20           | 27-04-2013       |
| Vlaamse Radio 2 Top 30       | 08-12-2012            | 3               | 22           | 04-05-2013       |
| Waalse Ultratop 50           | 23-02-2013            | 14              | 19           | 13-07-2013       |
| Australische Top 50          | 16-12-2012            | 3               | 22           | 12-05-2013       |
| Deense Top 40                | 14-12-2012            | 14              | 9            | 30-08-2013       |
| Duitse Top 100               | 09-03-2013            | 5               | 35           | 10-08-2013       |
| Franse Top 200               | 23-11-2012            | 6               | 66           | 04-01-2014       |
| Nieuw-Zeelandse Top 40       | 03-12-2012            | 2               | 24           | 20-05-2013       |
| Noorse Top 20                | 20-04-2013            | 9               | 9            | 15-06-2013       |
| Oostenrijkse Top 75          | 07-12-2012            | 5               | 33           | 26-07-2013       |
| Spaanse Top 50               | 03-02-2013            | 8               | 33           | 15-09-2013       |
| UK Singles Chart             | 27-10-2012            | 8               | 59           | 25-01-2014       |
| Billboard Hot 100            | 23-06-2012            | 3               | 62           | 24-08-2013       |
| Zweedse Top 60               | 11-01-2013            | 9               | 34           | 30-08-2013       |
| Zwitserse Top 75             | 16-12-2012            | 7               | 42           | 05-01-2014       |

#### Nederlandse Top 40
| Hitnotering: 02-03-2013 t/m 13-07-2013 | Hitnotering: 02-03-2013 t/m 13-07-2013 | Hitnotering: 02-03-2013 t/m 13-07-2013 | Hitnotering: 02-03-2013 t/m 13-07-2013 | Hitnotering: 02-03-2013 t/m 13-07-2013 | Hitnotering: 02-03-2013 t/m 13-07-2013 | Hitnotering: 02-03-2013 t/m 13-07-2013 | Hitnotering: 02-03-2013 t/m 13-07-2013 | Hitnotering: 02-03-2013 t/m 13-07-2013 | Hitnotering: 02-03-2013 t/m 13-07-2013 | Hitnotering: 02-03-2013 t/m 13-07-2013 | Hitnotering: 02-03-2013 t/m 13-07-2013 | Hitnotering: 02-03-2013 t/m 13-07-2013 | Hitnotering: 02-03-2013 t/m 13-07-2013 | Hitnotering: 02-03-2013 t/m 13-07-2013 | Hitnotering: 02-03-2013 t/m 13-07-2013 | Hitnotering: 02-03-2013 t/m 13-07-2013 | Hitnotering: 02-03-2013 t/m 13-07-2013 | Hitnotering: 02-03-2013 t/m 13-07-2013 | Hitnotering: 02-03-2013 t/m 13-07-2013 | Hitnotering: 02-03-2013 t/m 13-07-2013 | Hitnotering: 02-03-2013 t/m 13-07-2013 |
| Week:                                  | 1                                      | 2                                      | 3                                      | 4                                      | 5                                      | 6                                      | 7                                      | 8                                      | 9                                      | 10                                     | 11                                     | 12                                     | 13                                     | 14                                     | 15                                     | 16                                     | 17                                     | 18                                     | 19                                     | 20                                     |                                        |
| -------------------------------------- | -------------------------------------- | -------------------------------------- | -------------------------------------- | -------------------------------------- | -------------------------------------- | -------------------------------------- | -------------------------------------- | -------------------------------------- | -------------------------------------- | -------------------------------------- | -------------------------------------- | -------------------------------------- | -------------------------------------- | -------------------------------------- | -------------------------------------- | -------------------------------------- | -------------------------------------- | -------------------------------------- | -------------------------------------- | -------------------------------------- | -------------------------------------- |
| Positie:                               | 33                                     | 17                                     | 6                                      | 9                                      | 8                                      | 7                                      | 5                                      | 6                                      | 11                                     | 12                                     | 12                                     | 14                                     | 15                                     | 20                                     | 20                                     | 25                                     | 26                                     | 30                                     | 38                                     | 40                                     | uit                                    |

#### NederlandseSingle Top 100
| Hitnotering: (Week 1 t/m 3) 27-10-2012 t/m 10-11-2012 Hitnotering: (Week 4 t/m 35) 16-02-2013 t/m 21-09-2013 Hitnotering: (Week 36) 19-10-2013 Hitnotering: (Week 37 t/m 38) 23-11-2013 t/m 30-11-2013 Hitnotering: (Week 39 t/m 40) 04-01-2014 t/m 11-01-2014 | Hitnotering: (Week 1 t/m 3) 27-10-2012 t/m 10-11-2012 Hitnotering: (Week 4 t/m 35) 16-02-2013 t/m 21-09-2013 Hitnotering: (Week 36) 19-10-2013 Hitnotering: (Week 37 t/m 38) 23-11-2013 t/m 30-11-2013 Hitnotering: (Week 39 t/m 40) 04-01-2014 t/m 11-01-2014 | Hitnotering: (Week 1 t/m 3) 27-10-2012 t/m 10-11-2012 Hitnotering: (Week 4 t/m 35) 16-02-2013 t/m 21-09-2013 Hitnotering: (Week 36) 19-10-2013 Hitnotering: (Week 37 t/m 38) 23-11-2013 t/m 30-11-2013 Hitnotering: (Week 39 t/m 40) 04-01-2014 t/m 11-01-2014 | Hitnotering: (Week 1 t/m 3) 27-10-2012 t/m 10-11-2012 Hitnotering: (Week 4 t/m 35) 16-02-2013 t/m 21-09-2013 Hitnotering: (Week 36) 19-10-2013 Hitnotering: (Week 37 t/m 38) 23-11-2013 t/m 30-11-2013 Hitnotering: (Week 39 t/m 40) 04-01-2014 t/m 11-01-2014 | Hitnotering: (Week 1 t/m 3) 27-10-2012 t/m 10-11-2012 Hitnotering: (Week 4 t/m 35) 16-02-2013 t/m 21-09-2013 Hitnotering: (Week 36) 19-10-2013 Hitnotering: (Week 37 t/m 38) 23-11-2013 t/m 30-11-2013 Hitnotering: (Week 39 t/m 40) 04-01-2014 t/m 11-01-2014 | Hitnotering: (Week 1 t/m 3) 27-10-2012 t/m 10-11-2012 Hitnotering: (Week 4 t/m 35) 16-02-2013 t/m 21-09-2013 Hitnotering: (Week 36) 19-10-2013 Hitnotering: (Week 37 t/m 38) 23-11-2013 t/m 30-11-2013 Hitnotering: (Week 39 t/m 40) 04-01-2014 t/m 11-01-2014 | Hitnotering: (Week 1 t/m 3) 27-10-2012 t/m 10-11-2012 Hitnotering: (Week 4 t/m 35) 16-02-2013 t/m 21-09-2013 Hitnotering: (Week 36) 19-10-2013 Hitnotering: (Week 37 t/m 38) 23-11-2013 t/m 30-11-2013 Hitnotering: (Week 39 t/m 40) 04-01-2014 t/m 11-01-2014 | Hitnotering: (Week 1 t/m 3) 27-10-2012 t/m 10-11-2012 Hitnotering: (Week 4 t/m 35) 16-02-2013 t/m 21-09-2013 Hitnotering: (Week 36) 19-10-2013 Hitnotering: (Week 37 t/m 38) 23-11-2013 t/m 30-11-2013 Hitnotering: (Week 39 t/m 40) 04-01-2014 t/m 11-01-2014 | Hitnotering: (Week 1 t/m 3) 27-10-2012 t/m 10-11-2012 Hitnotering: (Week 4 t/m 35) 16-02-2013 t/m 21-09-2013 Hitnotering: (Week 36) 19-10-2013 Hitnotering: (Week 37 t/m 38) 23-11-2013 t/m 30-11-2013 Hitnotering: (Week 39 t/m 40) 04-01-2014 t/m 11-01-2014 | Hitnotering: (Week 1 t/m 3) 27-10-2012 t/m 10-11-2012 Hitnotering: (Week 4 t/m 35) 16-02-2013 t/m 21-09-2013 Hitnotering: (Week 36) 19-10-2013 Hitnotering: (Week 37 t/m 38) 23-11-2013 t/m 30-11-2013 Hitnotering: (Week 39 t/m 40) 04-01-2014 t/m 11-01-2014 | Hitnotering: (Week 1 t/m 3) 27-10-2012 t/m 10-11-2012 Hitnotering: (Week 4 t/m 35) 16-02-2013 t/m 21-09-2013 Hitnotering: (Week 36) 19-10-2013 Hitnotering: (Week 37 t/m 38) 23-11-2013 t/m 30-11-2013 Hitnotering: (Week 39 t/m 40) 04-01-2014 t/m 11-01-2014 | Hitnotering: (Week 1 t/m 3) 27-10-2012 t/m 10-11-2012 Hitnotering: (Week 4 t/m 35) 16-02-2013 t/m 21-09-2013 Hitnotering: (Week 36) 19-10-2013 Hitnotering: (Week 37 t/m 38) 23-11-2013 t/m 30-11-2013 Hitnotering: (Week 39 t/m 40) 04-01-2014 t/m 11-01-2014 | Hitnotering: (Week 1 t/m 3) 27-10-2012 t/m 10-11-2012 Hitnotering: (Week 4 t/m 35) 16-02-2013 t/m 21-09-2013 Hitnotering: (Week 36) 19-10-2013 Hitnotering: (Week 37 t/m 38) 23-11-2013 t/m 30-11-2013 Hitnotering: (Week 39 t/m 40) 04-01-2014 t/m 11-01-2014 | Hitnotering: (Week 1 t/m 3) 27-10-2012 t/m 10-11-2012 Hitnotering: (Week 4 t/m 35) 16-02-2013 t/m 21-09-2013 Hitnotering: (Week 36) 19-10-2013 Hitnotering: (Week 37 t/m 38) 23-11-2013 t/m 30-11-2013 Hitnotering: (Week 39 t/m 40) 04-01-2014 t/m 11-01-2014 | Hitnotering: (Week 1 t/m 3) 27-10-2012 t/m 10-11-2012 Hitnotering: (Week 4 t/m 35) 16-02-2013 t/m 21-09-2013 Hitnotering: (Week 36) 19-10-2013 Hitnotering: (Week 37 t/m 38) 23-11-2013 t/m 30-11-2013 Hitnotering: (Week 39 t/m 40) 04-01-2014 t/m 11-01-2014 | Hitnotering: (Week 1 t/m 3) 27-10-2012 t/m 10-11-2012 Hitnotering: (Week 4 t/m 35) 16-02-2013 t/m 21-09-2013 Hitnotering: (Week 36) 19-10-2013 Hitnotering: (Week 37 t/m 38) 23-11-2013 t/m 30-11-2013 Hitnotering: (Week 39 t/m 40) 04-01-2014 t/m 11-01-2014 | Hitnotering: (Week 1 t/m 3) 27-10-2012 t/m 10-11-2012 Hitnotering: (Week 4 t/m 35) 16-02-2013 t/m 21-09-2013 Hitnotering: (Week 36) 19-10-2013 Hitnotering: (Week 37 t/m 38) 23-11-2013 t/m 30-11-2013 Hitnotering: (Week 39 t/m 40) 04-01-2014 t/m 11-01-2014 | Hitnotering: (Week 1 t/m 3) 27-10-2012 t/m 10-11-2012 Hitnotering: (Week 4 t/m 35) 16-02-2013 t/m 21-09-2013 Hitnotering: (Week 36) 19-10-2013 Hitnotering: (Week 37 t/m 38) 23-11-2013 t/m 30-11-2013 Hitnotering: (Week 39 t/m 40) 04-01-2014 t/m 11-01-2014 | Hitnotering: (Week 1 t/m 3) 27-10-2012 t/m 10-11-2012 Hitnotering: (Week 4 t/m 35) 16-02-2013 t/m 21-09-2013 Hitnotering: (Week 36) 19-10-2013 Hitnotering: (Week 37 t/m 38) 23-11-2013 t/m 30-11-2013 Hitnotering: (Week 39 t/m 40) 04-01-2014 t/m 11-01-2014 | Hitnotering: (Week 1 t/m 3) 27-10-2012 t/m 10-11-2012 Hitnotering: (Week 4 t/m 35) 16-02-2013 t/m 21-09-2013 Hitnotering: (Week 36) 19-10-2013 Hitnotering: (Week 37 t/m 38) 23-11-2013 t/m 30-11-2013 Hitnotering: (Week 39 t/m 40) 04-01-2014 t/m 11-01-2014 | Hitnotering: (Week 1 t/m 3) 27-10-2012 t/m 10-11-2012 Hitnotering: (Week 4 t/m 35) 16-02-2013 t/m 21-09-2013 Hitnotering: (Week 36) 19-10-2013 Hitnotering: (Week 37 t/m 38) 23-11-2013 t/m 30-11-2013 Hitnotering: (Week 39 t/m 40) 04-01-2014 t/m 11-01-2014 | Hitnotering: (Week 1 t/m 3) 27-10-2012 t/m 10-11-2012 Hitnotering: (Week 4 t/m 35) 16-02-2013 t/m 21-09-2013 Hitnotering: (Week 36) 19-10-2013 Hitnotering: (Week 37 t/m 38) 23-11-2013 t/m 30-11-2013 Hitnotering: (Week 39 t/m 40) 04-01-2014 t/m 11-01-2014 | Hitnotering: (Week 1 t/m 3) 27-10-2012 t/m 10-11-2012 Hitnotering: (Week 4 t/m 35) 16-02-2013 t/m 21-09-2013 Hitnotering: (Week 36) 19-10-2013 Hitnotering: (Week 37 t/m 38) 23-11-2013 t/m 30-11-2013 Hitnotering: (Week 39 t/m 40) 04-01-2014 t/m 11-01-2014 | Hitnotering: (Week 1 t/m 3) 27-10-2012 t/m 10-11-2012 Hitnotering: (Week 4 t/m 35) 16-02-2013 t/m 21-09-2013 Hitnotering: (Week 36) 19-10-2013 Hitnotering: (Week 37 t/m 38) 23-11-2013 t/m 30-11-2013 Hitnotering: (Week 39 t/m 40) 04-01-2014 t/m 11-01-2014 |
| Week: | 1 | 2 | 3 | | 4 | 5 | 6 | 7 | 8 | 9 | 10 | 11 | 12 | 13 | 14 | 15 | 16 | 17 | 18 | 19 | 20 | 21 | 22 |
| --- | --- | --- | --- | --- | --- | --- | --- | --- | --- | --- | --- | --- | --- | --- | --- | --- | --- | --- | --- | --- | --- | --- | --- |
| Positie: | 77 | 80 | 89 | uit | 82 | 45 | 25 | 7 | 14 | 7 | 9 | 9 | 17 | 13 | 14 | 16 | 19 | 26 | 25 | 37 | 46 | 46 | 51 |
| Week: | 23 | 24 | 25 | 26 | 27 | 28 | 29 | 30 | 31 | 32 | 33 | 34 | 35 | | 36 | | 37 | 38 | | 39 | 40 | | |
| Positie: | 58 | 51 | 53 | 46 | 48 | 55 | 84 | 60 | 54 | 66 | 93 | 71 | 72 | uit | 95 | uit | 65 | 100 | uit | 89 | 97 | uit | |

#### VlaamseUltratop 50
| Hitnotering: 15-12-2012 t/m 27-04-2013 | Hitnotering: 15-12-2012 t/m 27-04-2013 | Hitnotering: 15-12-2012 t/m 27-04-2013 | Hitnotering: 15-12-2012 t/m 27-04-2013 | Hitnotering: 15-12-2012 t/m 27-04-2013 | Hitnotering: 15-12-2012 t/m 27-04-2013 | Hitnotering: 15-12-2012 t/m 27-04-2013 | Hitnotering: 15-12-2012 t/m 27-04-2013 | Hitnotering: 15-12-2012 t/m 27-04-2013 | Hitnotering: 15-12-2012 t/m 27-04-2013 | Hitnotering: 15-12-2012 t/m 27-04-2013 | Hitnotering: 15-12-2012 t/m 27-04-2013 | Hitnotering: 15-12-2012 t/m 27-04-2013 | Hitnotering: 15-12-2012 t/m 27-04-2013 | Hitnotering: 15-12-2012 t/m 27-04-2013 | Hitnotering: 15-12-2012 t/m 27-04-2013 | Hitnotering: 15-12-2012 t/m 27-04-2013 | Hitnotering: 15-12-2012 t/m 27-04-2013 | Hitnotering: 15-12-2012 t/m 27-04-2013 | Hitnotering: 15-12-2012 t/m 27-04-2013 | Hitnotering: 15-12-2012 t/m 27-04-2013 | Hitnotering: 15-12-2012 t/m 27-04-2013 |
| Week:                                  | 1                                      | 2                                      | 3                                      | 4                                      | 5                                      | 6                                      | 7                                      | 8                                      | 9                                      | 10                                     | 11                                     | 12                                     | 13                                     | 14                                     | 15                                     | 16                                     | 17                                     | 18                                     | 19                                     | 20                                     |                                        |
| -------------------------------------- | -------------------------------------- | -------------------------------------- | -------------------------------------- | -------------------------------------- | -------------------------------------- | -------------------------------------- | -------------------------------------- | -------------------------------------- | -------------------------------------- | -------------------------------------- | -------------------------------------- | -------------------------------------- | -------------------------------------- | -------------------------------------- | -------------------------------------- | -------------------------------------- | -------------------------------------- | -------------------------------------- | -------------------------------------- | -------------------------------------- | -------------------------------------- |
| Positie:                               | 30                                     | 29                                     | 40                                     | 50                                     | 43                                     | 25                                     | 25                                     | 24                                     | 28                                     | 27                                     | 29                                     | 25                                     | 18                                     | 22                                     | 20                                     | 21                                     | 28                                     | 32                                     | 34                                     | 44                                     | uit                                    |

#### NPO Radio 2 Top 2000
| Nummer met noteringen in de NPO Radio 2 Top 2000 | '13  | '14  |
| ------------------------------------------------ | ---- | ---- |
| Ho Hey                                           | 1673 | 1594 |

1. ↑  Een vetgedrukt getal geeft de hoogste notering aan.
2. ↑  2013 was het eerste jaar met een notering voor dit nummer.
3. ↑  Deze tabel is bijgewerkt tot en met de laatste editie (2024).

## Covers
De volgende artiesten hebben een cover uitgebracht van Ho hey:
- Lennon & Maisy Stella ( nr. 87 in de UK Singles Chart)
- Andrea Begley (nr. 98 in de UK Singles Chart)